# Shooting Dogs
Shooting Dogs è un film del 2005 diretto da Michael Caton-Jones.
I protagonisti della pellicola sono Hugh Dancy e John Hurt.
Il film si basa sull'esperienza del produttore della BBC David Belton, che ha lavorato in Ruanda durante il genocidio del Ruanda.